# Auguri de Tarragona
Auguri de Tarragona o Sant Auguri (mort el 21 de gener del 259) va ser un clergue cristià hispanorromà.
També se'l cita com Augurí. Exercint el càrrec de Diaca, va ser martiritzat juntament amb el bisbe Fructuós i el també Diaca Eulogi. Va morir cremat viu a l'amfiteatre de Tàrraco, durant la persecució decretada pels emperadors romans Valerià i Galeri. Van ser possiblement els primers màrtirs dels que hi ha constància documental a la Història del Cristianisme a Espanya.
L'any 2008-2009, amb motiu del 1750 aniversari, s'ha declarat any jubilar per a l'arxidiòcesi de Tarragona pel papa Benet XVI.

## Context
La situació de l'Imperi romà en aquest període era força convulsa i, com ja ho havia fet abans, es responsabilitzava els cristians dels problemes que l'afligien. Sota els regnats de Deci (249-251) i Valerià (253-260) es promulguen diversos edictes obligant la jerarquia eclesiàstica cristiana a reconèixer i participar en els ritus pagans, limitant el dret de reunió de la comunitat cristiana i prohibint la visita als llocs d'enterrament sota amenaça de pena capital. L'any 258, el de la promulgació del segon edicte de Valerià, van ser executats Sixte, bisbe de Roma, amb quatre dels seus diaques i Cebrià, bisbe de Cartago. L'any següent van ser martiritzats el bisbe de Tàrraco, Fructuós i els seus diaques Auguri i Eulogi.<
De forma contemporània als fets, una figura anònima, possiblement un soldat, redactà unes actes del martiri de Fructuós i dels seus companys. Aquest document, conegut com la Passio Fructuosi, és considerat el primer document cristià històric a la península Ibèrica, i tingué prou difusió com per a ser llegit de forma pública a les esglésies africanes: Sant Agustí en fa un panegíric en el sermó 273. Les actes també són citades pel poeta Prudenci (Aurelius Prudentius Clemens) en la seva obra Peristephanon (Corones del martiri), on dedica un himne als tres màrtirs.